# Área de Conservação da Paisagem de Türi
A Área de Conservação da Paisagem de Türi é um parque natural localizado no condado de Järva, na Estónia.
A área do parque natural é de 3575 hectares.
A área protegida foi fundada em 2010 para proteger o Campo de Türi Kame (em estoniano:  Türi voorestik) e os seus arredores.